# Chaperon (faction)
Pour les articles homonymes, voir Chaperon.
Le nom Chaperon désigne plusieurs factions populaires qui, au cours du Moyen Âge classique, prirent pour signe de ralliement des coiffures ou chaperons aux couleurs particulières : rouge pour Paris, bleu couleur pour le royaume de Navarre et blanc pour la région du Puy où une confrérie dite des "Chaperons blancs" a été fondée en 1182. Leurs membres étaient alors chargés d'assurer la paix dans une région fréquemment perturbée par les rixes entre seigneurs et le brigandage. En guise de marque de reconnaissance, une enseigne figurant la Vierge assortie de la légende "Agnus dei" était fixée à leurs couvre-chefs. Un de ces exemplaires retrouvé dans la Seine au cours du XIXe siècle est aujourd'hui visible au Musée de Cluny (Cl. 17985). En 1356, alors que des jacqueries éclataient dans les campagnes à la suite, notamment, de la lourde défaite française de la bataille de Poitiers, ce sont des chaperons rouges et bleus conduits par le prévôt des marchands Étienne Marcel qui s'insurgèrent contre le Dauphin, futur Charles V. Cette faction parisienne s'est dissipée en 1358, date de la mort d'Étienne Marcel. 
Puis, à Gand, les gens de métiers qui, en 1379, s'étaient révoltés contre les ducs de Bourgogne, portaient des chaperons blancs. Cette faction s'est ensuite répandue à Paris en 1413, dans un contexte politique chaotique marqué par la démence du roi Charles VI et le grand schisme d'Occident.

## Source
Cet article comprend des extraits du Dictionnaire Bouillet. Il est possible de supprimer cette indication, si le texte reflète le savoir actuel sur ce thème, si les sources sont citées, s'il satisfait aux exigences linguistiques actuelles et s'il ne contient pas de propos qui vont à l'encontre des règles de neutralité de Wikipédia.